# David-James Kennedy
 (avril 2023).
Cet article concerne l'écrivain. Pour le musicien, voir David James Kennedy.
Pour les articles homonymes, voir Kennedy.
David-James Kennedy, né en 1969 à Lille, est un pharmacien et écrivain français. Il remporte le prix Sang d'encre en 2014 avec le thriller Ressacs.

## Biographie
David-James Kennedy naît à Lille en 1969, d'origine irlandaise. Pharmacien à Villeneuve-d'Ascq, il est l'auteur de deux romans policiers. Il utilise les souvenirs de son service militaire à l’hôpital militaire Scrive à Lille pour écrire son premier roman, Ressacs, un thriller publié en 2013 et lauréat du prix Sang d'encre en 2014.
En 2017, il publie un second thriller, Malgré elle.

## Œuvre
- Ressacs, Paris, Fleuve noir, coll. « Thriller », 2013 ; réédition, Paris, Pocket, coll. « Thriller », no 16990, 2017
- Malgré elle, Paris, Fleuve noir, 2017

## Prix et distinctions
- Prix Sang d'encre en 2014 pour Ressacs.[réf. nécessaire]